# Masters de Canadá 2016
El Masters de Canadá 2016 es un torneo de tenis que se juega en pista dura al aire libre. Se trata de la edición 127.ª (para los hombres) y la 115.º (para las mujeres) del Masters de Canadá, y es parte de los ATP World Tour Masters 1000 de los Torneos ATP en 2016, y de los WTA Premier 5 en los torneos Torneos WTA en 2016. El torneo masculino se disputa en el estadio Aviva Centre de Toronto, y el femenino en el Uniprix de Montreal, del 25 al 31 de julio de 2016. El calendario de este evento se modificó para dos semanas antes debido a la superposición con los Juegos Olímpicos.

## Puntos y premios en efectivo

### Distribución de Puntos
| Evento                 | G    | F   | SF  | CF  | Ronda de 16 | Ronda de 32 | Ronda de 64 | Q  | Q2 | Q1 |
| Individuales Masculino | 1000 | 600 | 360 | 180 | 90          | 45          | 10          | 25 | 16 | 0  |
| Dobles Masculino       | 1000 | 600 | 360 | 180 | 90          | 0           | —           | —  | —  | —  |
| Individuales Femenino  | 900  | 585 | 350 | 190 | 105         | 60          | 1           | 30 | 20 | 1  |
| Dobles Femenino        | 900  | 585 | 350 | 190 | 105         | 5           | —           | —  | —  | —  |

### Premios en efectivo
| Evento                 | G        | F        | SF       | CF      | Ronda de 16 | Ronda de 32 | Ronda de 64 | Q2     | Q1     |
| Individuales Masculino | $782,525 | $383,690 | $193,100 | $98,195 | $50,990     | $26,885     | $14,515     | $2,930 | $1,490 |
| Individuales Femenino  | $497,700 | $241,840 | $121,150 | $57,690 | $27,790     | $14,240     | $7,680      | $3,120 | $1,890 |
| Dobles Masculino       | $242,330 | $118,640 | $59,510  | $30,540 | $15,790     | $8,330      | —           | —      | —      |
| Dobles Femenino        | $140,230 | $70,835  | $35,070  | $17,650 | $8,950      | $4,420      | —           | —      | —      |

## Cabeza de serie

### Individuales masculino

#### Cabezas de serie
Los cabezas de serie están establecidos al ranking del 28 de julio. Los puntos del ranking y los puntos a defender están actualizados a la semana del 25 de julio.
| Cabeza de serie | Rk. | Jugador            | Puntos Antes | Puntos que defender | Puntos ganados | Puntos Después | Actuación en el torneo                           |
| --------------- | --- | ------------------ | ------------ | ------------------- | -------------- | -------------- | ------------------------------------------------ |
| 1               | 1   | Novak Djokovic     | 15040        | 0                   | 1000           | 16040          | Campeón, derrotó a Kei Nishikori [3]             |
| 2               | 5   | Stanislas Wawrinka | 4720         | 0                   | 360            | 5080           | Semifinales, perdió ante Kei Nishikori [3]       |
| 3               | 6   | Kei Nishikori      | 4290         | 0                   | 600            | 4890           | Final, perdió ante Novak Djokovic [1]            |
| 4               | 7   | Miloš Raonić       | 4285         | 0                   | 180            | 4465           | Cuartos de final, perdió ante Gaël Monfils [10]  |
| 5               | 8   | Tomáš Berdych      | 3490         | 0                   | 180            | 3670           | Cuartos de final, perdió ante Novak Djokovic [1] |
| 6               | 9   | Dominic Thiem      | 3105         | 250                 | 45             | 2900           | Segunda ronda, se retiró ante Kevin Anderson     |
| 7               | 11  | David Goffin       | 2715         | 150                 | 90             | 2655           | Tercera ronda, perdió ante Gaël Monfils [10]     |
| 8               | 12  | Marin Čilić        | 2695         | 0                   | 45             | 2740           | Segunda ronda, perdió ante Ivo Karlović          |
| 9               | 16  | John Isner         | 2100         | 250                 | 45             | 1895           | Segunda ronda, perdió ante Ryan Harrison [Q]     |
| 10              | 17  | Gaël Monfils       | 2440         | 0                   | 360            | 2800           | Semifinales, perdió ante Novak Djokovic [1]      |
| 11              | 18  | Nick Kyrgios       | 1855         | 0                   | 10             | 1865           | Primera ronda, perdió ante Denis Shapovalov [WC] |
| 12              | 19  | Bernard Tomic      | 1645         | 0                   | 90             | 1735           | Tercera ronda, perdió ante Kevin Anderson        |
| 13              | 22  | Lucas Pouille      | 1644         | 200                 | 45             | 1489           | Segunda ronda, perdió ante Rajeev Ram            |
| 14              | 24  | Benoît Paire       | 1436         | 0                   | 10             | 1446           | Primera ronda, perdió ante Radek Štěpánek [Q]    |
| 15              | 25  | Steve Johnson      | 1680         | 0                   | 10             | 1690           | Primera ronda, perdió ante Fabio Fognini         |
| 16              | 26  | Jack Sock          | 1495         | 0                   | 90             | 1585           | Tercera ronda, perdió ante Stan Wawrinka [2]     |

#### Bajas masculinas
| Ranking | Jugador            | Puntos Antes | Puntos a Defender | Puntos Ganados | Puntos Después | Baja debido a        |
| ------- | ------------------ | ------------ | ----------------- | -------------- | -------------- | -------------------- |
| 2       | Andy Murray        | 10065        | 0                 | 0              | 10065          | Descanso             |
| 3       | Roger Federer      | 5945         | 0                 | 0              | 5945           | Lesión en la rodilla |
| 4       | Rafael Nadal       | 5290         | 500               | 0              | 4790           | Lesión en la muñeca  |
| 10      | Jo-Wilfried Tsonga | 2995         | 0                 | 0              | 2995           | Descanso             |
| 13      | David Ferrer       | 2695         | 0                 | 0              | 2695           | Descanso             |
| 15      | Richard Gasquet    | 2365         | 0                 | 0              | 2365           | Lesión en la espalda |

### Dobles masculino
| Tenista                         | Ranking | Preclasificada |
| Bob Bryan Mike Bryan            | 7       | 1              |
| Jamie Murray Bruno Soares       | 13      | 2              |
| Ivan Dodig Marcelo Melo         | 20      | 3              |
| Rohan Bopanna Jean-Julien Rojer | 27      | 4              |
| Florin Mergea Horia Tecau       | 28      | 5              |
| Daniel Nestor Vasek Pospisil    | 30      | 6              |
| Raven Klaasen Rajeev Ram        | 34      | 7              |
| Henri Kontinen John Peers       | 42      | 8              |

### Individuales femenino

#### Cabezas de serie
Las cabezas de serie están establecidas al ranking del 28 de julio. Los puntos del ranking y los puntos a defender están actualizados a la semana del 25 de julio.
| Cabezas de serie | Rk. | Jugador                   | Puntos antes | Puntos por defender | Puntos ganados | Puntos después | Actuación en el torneo                                    |
| ---------------- | --- | ------------------------- | ------------ | ------------------- | -------------- | -------------- | --------------------------------------------------------- |
| 1                | 1   | Serena Williams (baja)    | 8300         | 0                   | 0              | 8300           | Baja por lesión                                           |
| 2                | 2   | Angelique Kerber          | 6500         | 0                   | 350            | 6850           | Semifinales, perdió ante Simona Halep [5]                 |
| 3                | 3   | Garbiñe Muguruza (baja)   | 5482         | 0                   | 0              | 5482           | Baja por lesión                                           |
| 4                | 4   | Agnieszka Radwańska       | 5335         | 0                   | 105            | 5440           | Tercera ronda, perdió ante Anastasiya Pavliuchenkova [16] |
| 5                | 5   | Simona Halep              | 5071         | 0                   | 900            | 5971           | Campeona, derrotó a Madison Keys [10]                     |
| 6                | 7   | Venus Williams            | 3960         | 1                   | 105            | 4064           | Tercera ronda, perdió ante Madison Keys [10]              |
| 7                | 8   | Roberta Vinci             | 3525         | 60                  | 105            | 3570           | Tercera ronda, perdió ante Daria Kasátkina                |
| 8                | 9   | Carla Suárez Navarro      | 3010         | 0                   | 60             | 3070           | Segunda ronda, perdió ante Kristína Kučová                |
| 9                | 10  | Svetlana Kuznetsova       | 2900         | 0                   | 190            | 3090           | Cuartos de final, perdió ante Simona Halep [5]            |
| 10               | 11  | Madison Keys              | 2871         | 0                   | 585            | 3456           | Final, perdió ante Simona Halep [5]                       |
| 11               | 12  | Dominika Cibulková        | 2956         | 1                   | 60             | 3015           | Segunda ronda, perdió ante Eugénie Bouchard               |
| 12               | 13  | Petra Kvitová             | 2816         | 0                   | 105            | 2921           | Tercera ronda, perdió ante Svetlana Kuznetsova [9]        |
| 13               | 14  | Samantha Stosur           | 2640         | 0                   | 60             | 2700           | Segunda ronda, perdió ante Daria Kasátkina                |
| 14               | 17  | Karolína Plíšková         | 2540         | 0                   | 105            | 2645           | Tercera ronda, perdió ante Simona Halep [5]               |
| 15               | 18  | Johanna Konta             | 2780         | 0                   | 190            | 2970           | Cuartos de final, perdió ante Kristína Kučová [Q]         |
| 16               | 19  | Anastasiya Pavliuchenkova | 2320         | 1                   | 190            | 2509           | Cuartos de final, perdió ante Madison Keys [10]           |

#### Bajas femeninas
| Ranking | Jugadora          | Puntos antes | Puntos por defender | Puntos ganados | Puntos después | Baja debido a              |
| ------- | ----------------- | ------------ | ------------------- | -------------- | -------------- | -------------------------- |
| 1       | Serena Williams   | 8300         | 0                   | 0              | 8300           | Inflamación del hombro     |
| 3       | Garbiñe Muguruza  | 5482         | 0                   | 0              | 5482           | Dolencia grastrointestinal |
| 6       | Victoria Azarenka | 3761         | 0                   | 0              | 3761           | Embarazo                   |
| 15      | Timea Bacsinszky  | 2609         | 0                   | 0              | 2609           | Lesión                     |
| 16      | Belinda Bencic    | 2605         | 0                   | 0              | 2605           | Lesión                     |

### Dobles femenino
| Tenista                             | Ranking | Preclasificada |
| Martina Hingis Sania Mirza          | 2       | 1              |
| Caroline Garcia Kristina Mladenovic | 7       | 2              |
| Chan Hao-ching Chan Yung-jan        | 11      | 3              |
| Yekaterina Makarova Yelena Vesnina  | 20      | 4              |
| Tímea Babos Lucie Šafářová          | 29      | 5              |
| Xu Yifan Zheng Saisai               | 31      | 6              |
| Raquel Atawo Abigail Spears         | 40      | 7              |
| Karolína Plíšková Barbora Strýcová  | 52      | 8              |

## Campeones

### Individual masculino
Novak Djokovic venció a  Kei Nishikori por 6-3, 7-5

### Individual femenino
Simona Halep venció a  Madison Keys por 7-6(2), 6-3

### Dobles masculino
Ivan Dodig /  Marcelo Melo vencieron a  Jamie Murray /  Bruno Soares por 6-4, 6-4

### Dobles femenino
Yekaterina Makarova /  Yelena Vesnina vencieron a  Simona Halep /  Monica Niculescu por 6-3, 7-6(5)